# 美馬町立郡里中学校
美馬町立郡里中学校（みまちょうりつ こおざとちゅうがっこう）は、徳島県美馬市美馬町宗重94にあった公立中学校。
生徒数の減少などの理由で1969年4月1日をもって廃校。し、同年同月同日に美馬町立美馬中学校に統合された。

## 概要
- 美馬市脇、美馬両地区を隔てる野村谷川から西へ約2Km。旧撫養街道の北、讃岐山地の南麓に市民グランドがある。郡里中学校の敷地跡である。その東隣の一段高い場所には校舎があった。
- 校区は郡里、喜来、芝坂の3地区。
- 校舎は3棟、2階建て木造の狭い教室。
- 陸上競技は郡内強豪であった。[1]

## 基礎データ
全校生徒数
- ？人

全卒業生数　
- ？人

## 沿革
- 1947年（昭和22年） - 郡里町郡里中学校として創立。
- 1957年（昭和32年） 3月31日 - 郡里町・重清村が合併して美馬町発足。美馬町郡里中学校に改称。
- 1969年（昭和44年）04月1日 - 廃校。[1]

## 交通

### 最寄駅
- JR徳島線貞光駅

## 関連学校
- 美馬市立美馬中学校
- 美馬市立郡里小学校